# Estación de Aviñón TGV

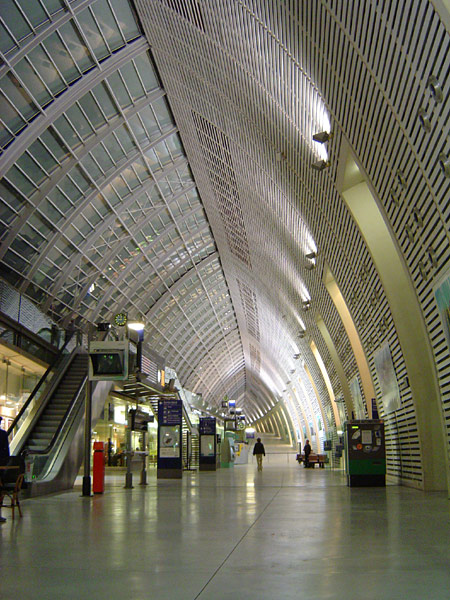
Interior de la estación.

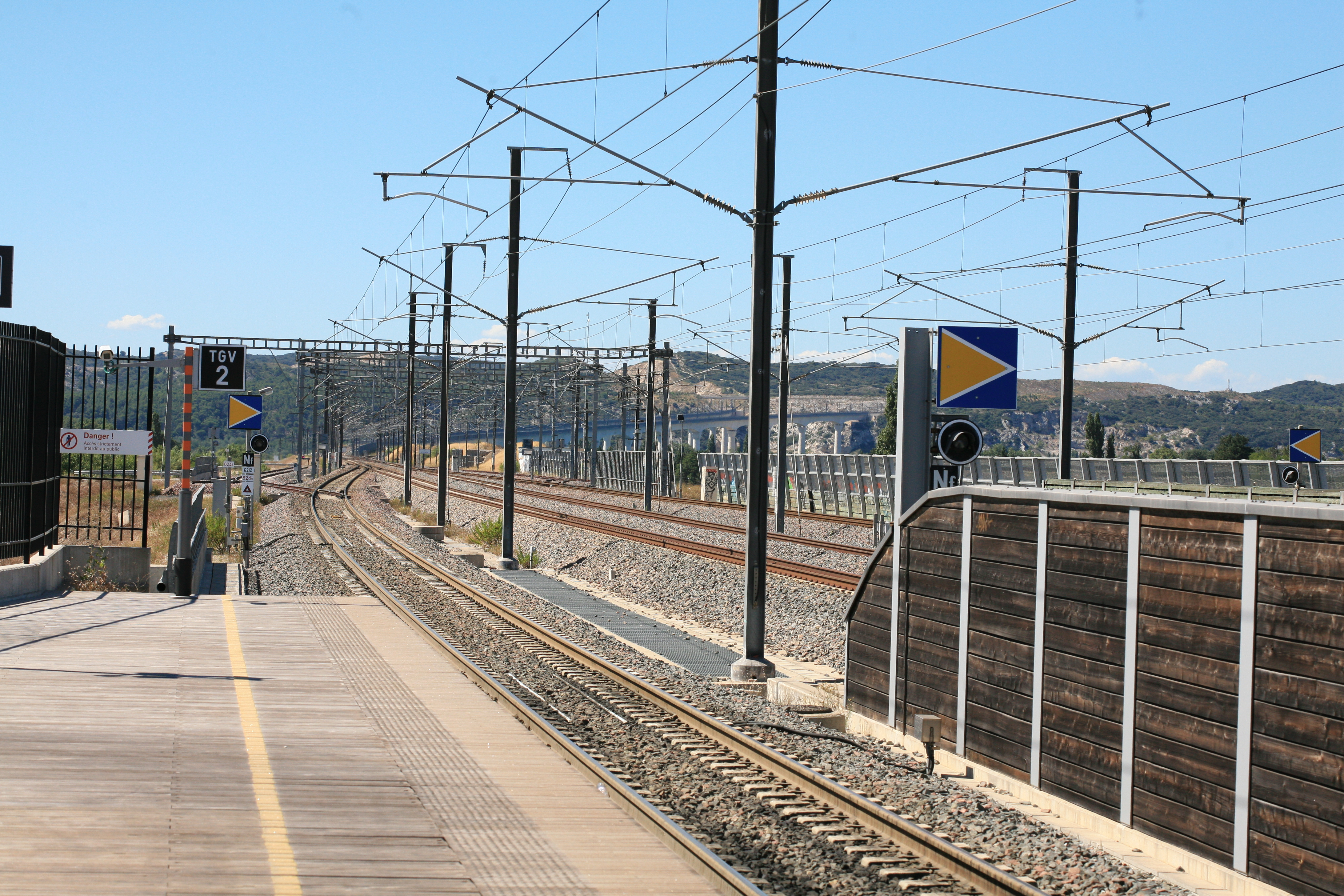
Plataformas.

La Estación de Aviñón TGV (Gare d'Avignon TGV en francés) es una estación ferroviaria situada en la LGV Méditerranée francesa. Fue inaugurada en 2001 y está ubicada al sur de la ciudad de Aviñón, a pocos kilómetros del centro. 

## Arquitectura

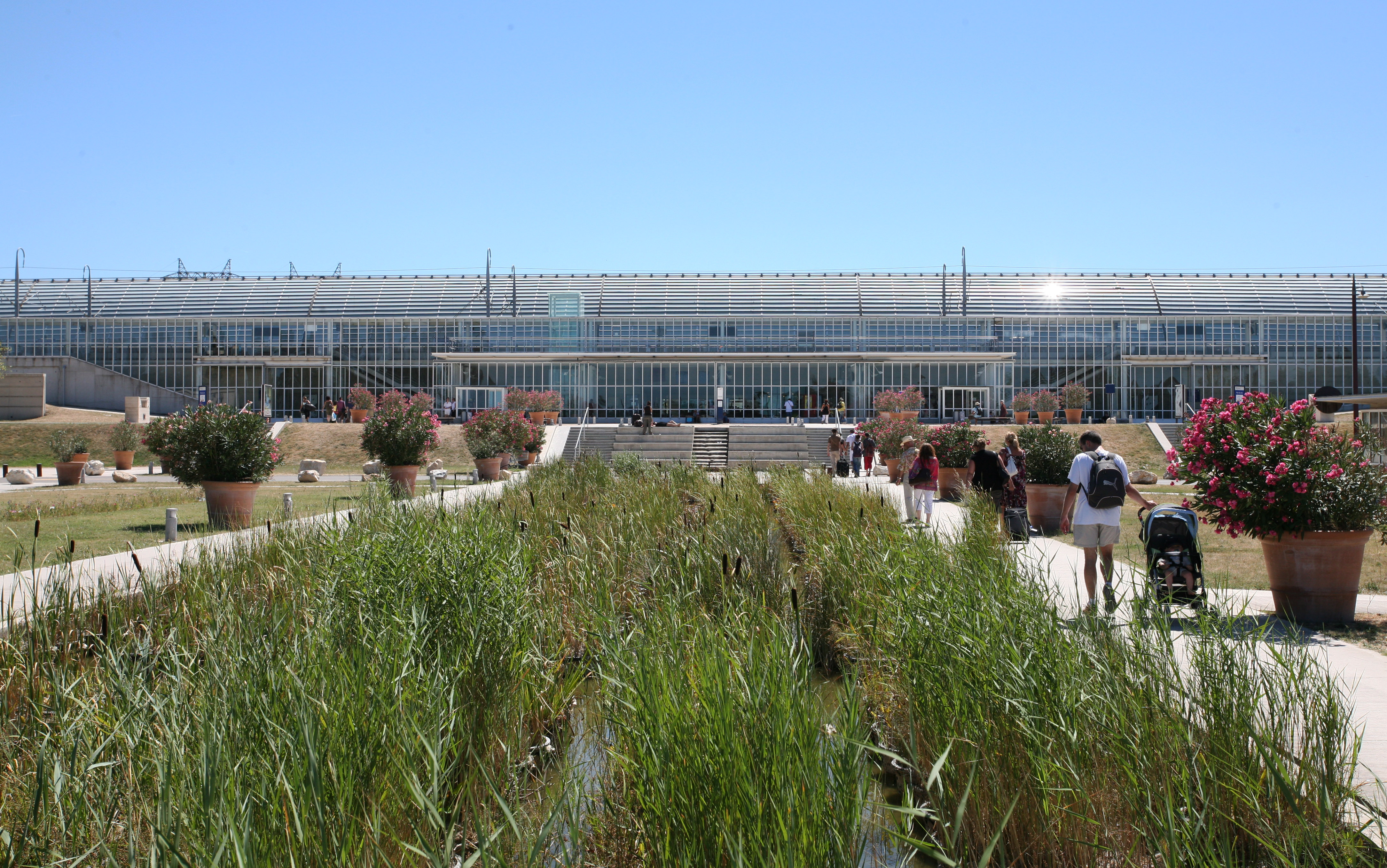
Jardín y exterior de la estación de tren TGV de Avignon (Vaucluse, Francia)

La estación fue diseñada por el gabinete de arquitectura de la SNCF bajo la dirección de los arquitectos Jean-Marie Duthilleul y Jean-François Blasselle.
Los trabajos de construcción de la estación se iniciaron el 15 de junio de 1999 y se completaron el 22 de junio de 2001. Su costo total fue 350 millones de francos franceses.
El edificio principal es de estilo contemporáneo y tiene la forma del casco de un barco invertido. La altura total de 14,50 m y la longitud de 350 m.
Para la decoración de la estación se usaron materiales como madera (para las áreas de circulación), vidrio, hormigón gris (para los exteriores) y el acero (para las estructuras y las escaleras).

## Accesos
La estación es accesible desde el norte y el sur. El hall de entrada norte está situado junto a parada de autobús y desde él se accede a la plataforma con dirección a Lyon y París. En el hall de entrada sur se encuentra una zona de comercios y desde él se accede a la plataforma con dirección a Marsella.

## Integración urbana
La Estación de Aviñón TGV está ubicada directamente sobre la LGV, en el medio del campo y a cierta distancia del centro de la ciudad. Este tipo de estaciones vienen acompañadas en general por el desarrollo inmobiliario de sus alrededores que termina convirtiéndose en un barrio.
En Aviñón la estación fue construida en una zona agrícola y antiguamente inundable que contrariamente a lo que sucede con la estación Valence TGV no se encuentra muy lejos del centro de la ciudad. Por este motivo se estima muy probable que se desarrolle en sus cercanías un centro comercial y residencial integrado a Aviñón.